# خان‌پور، چکوال
خان‌پور (به انگلیسی: Khanpur) یک منطقهٔ مسکونی در پاکستان است که در پنجاب واقع شده‌است.